# 대한민국 제20대 대통령 선거
대한민국 제20대 대통령 선거는 대한민국의 제20대 대통령을 선출하기 위해 실시된 대한민국의 대통령 선거이다. 선거 결과 국민의힘 윤석열 후보가 당선되었다. 재외선거는 2022년 2월 23일~2월 28일, 사전투표는 2022년 3월 4일과 3월 5일, 본 투표는 2022년 3월 9일 각각 실시되었다.
2020년에 전 세계에서 유행이 시작된 코로나19 범유행 이후 최초의 대한민국 대통령 선거이자 모든 선거를 통틀어 세 번째 선거이다. 제20대 대통령 선거에는 모두 14명이 입후보 하였으며, 이후 2명은 중도 사퇴하였다. 주요 후보로는 이재명(더불어민주당), 윤석열(국민의힘), 심상정(정의당), 안철수(국민의당) 등의 후보가 출마하였다.
3월 4일과 3월 5일 양일간 실시된 사전 투표 투표율은 전국 기준 36.93%로 집계되었다. 이에 대하여 중앙선거관리위원회는 처음 사전 투표가 도입된 2014년 지방 선거 이후, 역대 최고치라고 밝혔다. 사전 투표 더불어 3월 9일의 본 투표를 합친 최종 투표율은 전국 기준 77.1%를 기록하였다.
윤석열 후보가 48.56%를 득표, 이재명(득표율 47.83%) 후보에 0.73%p를 앞서며 대통령에 당선되었다.

## 선거 정보
2017년 5월 10일에 취임한 제19대 대한민국 대통령 문재인의 후임자로 이어갈 차기 대한민국 대통령을 선출하는 선거이다. 개정된 선거법으로 만 18세에 해당하는 2004년 3월 10일생까지 선거 참여가 가능하며, 1982년 3월 10일생까지 피선거권이 있다.
이번 제20대 대한민국 대통령 선거의 당선자는 2022년 5월 10일부터 2027년 5월 9일까지 앞으로 5년 동안 대한민국 대통령을 수행하게 된다.
후보자 중 자치단체장의 경우 선거법에 따라 선거일 이전에 공직에서 사임해야 한다.
2022년 2월 16일, 코로나19 자가 격리자, 시설 격리자(이하 격리자)의 선거권을 보장하기 위해 격리자 등에 한정하여 오후 6시부터 오후 7시 30분까지 운영하는 등의 내용을 담은 공직선거법이 공표되었다. 이외에도 거소/선상투표 신고방법 및 대상 확대, 거소투표신고인 신고 기관/시설 확대, 거소투표용지 미발송 대상 추가, 사전투표소 설치 관련 등의 내용도 포함되었다.

## 후보자

### 주요 후보

#### 더불어민주당
더불어민주당은 경선을 통하여 이재명 경기도지사,전 성남시장를 후보로 선출하였다.

#### 국민의힘
국민의힘은 경선을 통하여 윤석열 전 검찰청 검사장, 검찰총장을 후보로 선출하였다. 그리고 이 일은 2024년 대한민국에 엄청난 사건이 일어났다.

#### 정의당
정의당은 경선을 통하여 심상정 국회의원을 후보로 선출하였다.

### 군소 후보

#### 기본소득당
기본소득당은 후보자 단일후보 찬반투표를 통하여 오준호 전 성공회대학교 외래교수를 후보로 선출하였다.

#### 국가혁명당
국가혁명당은 2019년 8월 15일에 창당대회에서 허경영 수석고문을 당 대표 및 대통령 선거 후보로 추대하였다.

#### 노동당
노동당과 사회변혁노동자당, 정치경제학연구소 프닉스, 참세상연구소, 현장실천사회변혁노동자전선은 11월 10일 "한국사회 체제전환을 위한 사회주의 좌파 공동투쟁본부"를 설립하여 대통령 선거 후보자 선출에 대한 논의를 시작했다. 경선 결과 이백윤이 단일 후보로 선출되었다. 이후 법외 정당인 사회변혁노동자당은 노동당과 합당을 진행시키기로 하였고 구성원들이 노동당에 입당하여 2022년 2월 노동당 통합 전당대회에서 이백윤을 노동당의 후보로 추대하고, 당명은 당분간 노동당으로 유지하기로 하였다.

#### 신자유민주연합
신자유민주연합은 국민혁명당 후보였던 김경재 전 국회의원이 전광훈 대표와의 갈등으로 탈당하고 2022년 2월 8일 신자유민주연합에 입당하여 후보로 추대되었다.

#### 새누리당
새누리당은 옥은호 (주)아빅스 대표가 2월 5일 예비후보에 등록함과 함께 대선 출마를 선언하여 후보로 추대되었다.

#### 우리공화당
우리공화당은 2021년 10월 4일에 당 대표인 조원진 전 국회의원이 출마를 선언했고, 2021년 10월 16일에 후보로 추대되었다.

#### 진보당
진보당은 2021년 9월 3일에 단일 후보 찬반 투표를 통하여 당 상임대표인 김재연 전 국회의원을 후보로 선출하였다.

#### 통일한국당
통일한국당은 2021년 11월 9일에 열린 제1차 전당대회를 통하여 단독 입후보한 이경희 대표를 후보로 추대하였다.

#### 한류연합당
한류연합당은 지난 19대 대통령 선거에서 출마한 당대표인 김민찬 월드마스터위원회 위원장이 2021년 12월 28일에 출마를 선언하여 후보로 추대되었다.

### 사퇴 후보
- 국민의당의 안철수 후보는 사전 투표를 하루 앞둔 시점에 국민의힘 윤석열 후보와의 단일화로 사퇴하였다.
- 새로운물결의 김동연 후보는 선거 막판 민주당 이재명 후보와의 단일화로 사퇴하였다.

### 후보 등록과 마감
| 기호 | 후보자 | 정당           | 직업            | 비고 |
| ---- | ------ | -------------- | --------------- | ---- |
| 1    | 이재명 | 더불어민주당   | 정당인          |      |
| 2    | 윤석열 | 국민의힘       | 정당인          | 당선 |
| 3    | 심상정 | 정의당         | 국회의원        |      |
| 4    | 안철수 | 국민의당       | 정당인          | 사퇴 |
| 5    | 오준호 | 기본소득당     | 작가            |      |
| 6    | 허경영 | 국가혁명당     | 강연업          |      |
| 7    | 이백윤 | 노동당         | 노동자          |      |
| 8    | 옥은호 | 새누리당       | (주)아빅스 대표 |      |
| 9    | 김동연 | 새로운물결     | 정당인          | 사퇴 |
| 10   | 김경재 | 신자유민주연합 | 정당인          |      |
| 11   | 조원진 | 우리공화당     | 정당인          |      |
| 12   | 김재연 | 진보당         | 정당인          |      |
| 13   | 이경희 | 통일한국당     | 정치인          |      |
| 14   | 김민찬 | 한류연합당     | 정치인          |      |

## 후보자 TV 토론회
- 초청 대선 후보 토론회

| 차수 | 일시              | 주최               | 방송채널                                  | 사회   | 주제 | 방식                                  |
| ---- | ----------------- | ------------------ | ----------------------------------------- | ------ | ---- | ------------------------------------- |
| 1차  | 2월 3일(목) 20시  | KBS, MBC, SBS      | KBS1, MBC, SBS                            | 정관용 |      | 스탠딩 방식, 시간 총량제              |
| 2차  | 2월 11일(금) 20시 | 한국기자협회       | MBN, JTBC, 채널A, TV조선, 연합뉴스TV, YTN | 노동일 |      | 스탠딩 방식, 시간 총량제, 주도권 토론 |
| 3차  | 2월 21일(월) 20시 | 중앙선거관리위원회 | KBS1, MBC, SBS                            | 박경추 | 경제 | 스탠딩 방식, 시간 총량제, 주도권 토론 |
| 4차  | 2월 25일(금) 20시 | 중앙선거관리위원회 | KBS1, MBC, SBS                            | 편상욱 | 정치 | 스탠딩 방식, 시간 총량제, 주도권 토론 |
| 5차  | 3월 2일(수) 20시  | 중앙선거관리위원회 | KBS1, MBC, SBS                            | 박태서 | 사회 | 스탠딩 방식, 시간 총량제, 주도권 토론 |

- 초청 외 대선 후보 토론회

| 차수    | 일시              | 주최               | 방송채널       | 사회   | 주제      | 방식                                        |
| ------- | ----------------- | ------------------ | -------------- | ------ | --------- | ------------------------------------------- |
| 초청 외 | 2월 22일(화) 23시 | 중앙선거관리위원회 | KBS1, MBC, SBS | 차미연 | 국정 전반 | 좌식, 후보자 공약발표 (김동연, 조원진 불참) |

## 여론 조사
- 본 조사는 한국갤럽과 리얼미터의 정기 여론조사를 인용한 것으로, 기타 기관의 여론조사 및 상세 내용은 중앙선거여론조사심의위원회 홈페이지를 통해 확인할 수 있다.[14]

| 기관      | 날짜            | 더불어민주당 | 국민의힘 | 정의당 | 국민의당 | 기타·무응답 |
| 기관      | 날짜            | 이재명       | 윤석열   | 심상정 | 안철수   | 기타·무응답 |
| --------- | --------------- | ------------ | -------- | ------ | -------- | ----------- |
| 리얼미터  | 2021년 11월 2주 | 34.2%        | 46.2%    | 3.7%   | 4.3%     | 11.6%       |
| 한국갤럽  | 2021년 11월 3주 | 31%          | 42%      | 5%     | 7%       | 14%         |
| 리얼미터  | 2021년 11월 4주 | 36.9%        | 46.3%    | 3.7%   | 3.3%     | 9.8%        |
| 한국갤럽  | 2021년 12월 1주 | 36%          | 36%      | 5%     | 5%       | 19%         |
| 리얼미터  | 2021년 12월 2주 | 39.7%        | 45.2%    | 3.3%   | 3.2%     | 8.7%        |
| 한국갤럽  | 2021년 12월 3주 | 36%          | 35%      | 5%     | 5%       | 20%         |
| 리얼미터  | 2021년 12월 4주 | 39.7%        | 45.2%    | 3.3%   | 3.2%     | 8.7%        |
| 한국갤럽  | 2022년 1월 1주  | 36%          | 26%      | 5%     | 15%      | 18%         |
| 리얼미터  | 2022년 1월 1주  | 40.1%        | 34.1%    | 2.8%   | 12.9%    | 7.8%        |
| 한국갤럽  | 2022년 1월 2주  | 37%          | 31%      | 3%     | 17%      | 12%         |
| 리얼미터  | 2022년 1월 2주  | 36.7%        | 40.6%    | 2.0%   | 12.9%    | 7.8%        |
| 한국갤럽  | 2022년 1월 3주  | 34%          | 33%      | 3%     | 17%      | 14%         |
| 리얼미터  | 2022년 1월 3주  | 36.7%        | 40.6%    | 2.0%   | 12.9%    | 7.8%        |
| 한국갤럽  | 2022년 1월 4주  | 35%          | 35%      | 4%     | 15%      | 11%         |
| 리얼미터  | 2022년 1월 4주  | 38.5%        | 40.2%    | 2.4%   | 10.3%    | 8.6%        |
| 리얼미터  | 2022년 2월 1주  | 38.1%        | 43.4%    | 2.5%   | 7.5%     | 8.4%        |
| 한국갤럽  | 2022년 2월 2주  | 36%          | 37%      | 3%     | 13%      | 11%         |
| 리얼미터  | 2022년 2월 2주  | 39.1%        | 41.6%    | 2.8%   | 7.7%     | 8.8%        |
| 한국갤럽  | 2022년 2월 3주  | 34%          | 41%      | 4%     | 11%      | 10%         |
| 리얼미터  | 2022년 2월 3주  | 38.7%        | 42.9%    | 3.2%   | 8.3%     | 6.8%        |
| 한국갤럽  | 2022년 2월 4주  | 38%          | 37%      | 4%     | 11%      | 10%         |
| 리얼미터  | 2022년 2월 4주  | 40.5%        | 41.9%    | 2.6%   | 6.8%     | 8.2%        |
| 리얼미터  | 2022년 2월 4주  | 39.5%        | 42.0%    | 1.8%   | 8.6%     | 8.2%        |
| 리얼미터  | 2022년 3월 1주  | 40.6%        | 45.1%    | 1.9%   | 7.1%     | 5.2%        |
| 한국갤럽  | 2022년 3월 1주  | 38%          | 39%      | 3%     | 12%      | 7%          |
| 20대 대선 | 2022년 3월 9일  | 47.8%        | 48.6%    | 2.3%   | -        | 1.3%        |

## 투표율

### 유권자 수
제20대 대통령 선거의 선거인 수는 44,197,692명으로 지난 19대 대선에 비해 1,717,982명 증가했다.
아래 표는 2022년 2월 25일에 확정지은 유권자 수이다.
| 행정 구역명    | 전체 인구  | 유권자 수  |
| -------------- | ---------- | ---------- |
| 서울특별시     | 9,505,765  | 8,346,647  |
| 부산광역시     | 3,348,429  | 2,921,510  |
| 대구광역시     | 2,383,153  | 2,046,714  |
| 인천광역시     | 2,949,606  | 2,519,225  |
| 광주광역시     | 1,441,034  | 1,209,206  |
| 대전광역시     | 1,451,076  | 1,233,177  |
| 울산광역시     | 1,120,751  | 942,210    |
| 세종특별자치시 | 374,889    | 288,895    |
| 경기도         | 13,572,415 | 11,433,288 |
| 강원특별자치도 | 1,538,846  | 1,333,621  |
| 충청북도       | 1,596,912  | 1,365,033  |
| 충청남도       | 2,118,543  | 1,796,474  |
| 전북특별자치도 | 1,785,042  | 1,533,125  |
| 전라남도       | 1,832,434  | 1,581,278  |
| 경상북도       | 2,623,741  | 2,273,028  |
| 경상남도       | 3,310,318  | 2,809,907  |
| 제주특별자치도 | 676,766    | 564,354    |
| 전국           | 51,629,720 | 44,197,692 |

### 투표자 수 및 투표율
2022년 3월 4일과 3월 5일 진행된 사전 투표율은 36.93%(16,323,602명)로 역대 사전 투표 중 가장 높은 투표율을 기록했다.
아래 표는 기초 자치 단체별 투표자 수와 투표율이다. 빨간 글씨는 투표율이 가장 높은 광역 자치 단체이고, 파란 글씨는 투표율이 가장 낮은 광역 자치 단체이다.
| 행정 구역명    | 유권자 수  | 투표자 수  | 투표율 |
| -------------- | ---------- | ---------- | ------ |
| 서울특별시     | 8,346,647  | 6,502,820  | 77.91% |
| 부산광역시     | 2,921,510  | 2,200,171  | 75.31% |
| 대구광역시     | 2,046,714  | 1,611,560  | 78.74% |
| 인천광역시     | 2,519,225  | 1,883,916  | 74.78% |
| 광주광역시     | 1,209,206  | 985,512    | 81.50% |
| 대전광역시     | 1,233,177  | 945,416    | 76.67% |
| 울산광역시     | 942,210    | 735,503    | 78.06% |
| 세종특별자치시 | 288,895    | 231,856    | 80.26% |
| 경기도         | 11,433,288 | 8,764,901  | 76.66% |
| 강원특별자치도 | 1,333,621  | 1,003,979  | 75.28% |
| 충청북도       | 1,365,033  | 1,020,640  | 74.77% |
| 충청남도       | 1,796,474  | 1,325,555  | 73.79% |
| 전북특별자치도 | 1,533,125  | 1,235,322  | 80.58% |
| 전라남도       | 1,581,278  | 1,281,852  | 81.06% |
| 경상북도       | 2,273,028  | 1,774,097  | 78.05% |
| 경상남도       | 2,809,907  | 2,146,974  | 76.41% |
| 제주특별자치도 | 564,354    | 409,646    | 72.59% |
| 전국           | 44,197,692 | 34,059,720 | 77.06% |

| 구분      | 일자    | 7시    | 8시    | 9시    | 10시   | 11시   | 12시   | 13시   | 14시   | 15시   | 16시   | 17시   | 18시   | 19시 30분 |
| --------- | ------- | ------ | ------ | ------ | ------ | ------ | ------ | ------ | ------ | ------ | ------ | ------ | ------ | --------- |
| 사전 투표 | 3월 4일 | 0.58%  | 1.20%  | 2.14%  | 3.64%  | 5.38%  | 7.11%  | 8.75%  | 10.48% | 12.31% | 14.11% | 15.84% | 17.57% | 미실시    |
| 사전 투표 | 3월 5일 | 18.29% | 19.11% | 20.17% | 21.62% | 23.36% | 25.19% | 26.89% | 28.74% | 30.74% | 32.76% | 34.69% | 36.93% | 미실시    |
| 본 투표   | 3월 9일 | 2.1%   | 5.0%   | 8.1%   | 11.8%  | 16.0%  | 20.3%  | 61.2%  | 64.8%  | 68.1%  | 71.1%  | 73.6%  | 75.7%  | 77.1%     |

| 구분      | 전국   | 서울   | 부산   | 대구   | 인천   | 광주   | 대전   | 울산   | 세종   | 경기   | 강원   | 충북   | 충남   | 전북   | 전남   | 경북   | 경남   | 제주   |
| --------- | ------ | ------ | ------ | ------ | ------ | ------ | ------ | ------ | ------ | ------ | ------ | ------ | ------ | ------ | ------ | ------ | ------ | ------ |
| 사전 투표 | 36.93% | 37.23% | 34.25% | 33.91% | 34.09% | 48.27% | 36.56% | 35.30% | 44.11% | 33.65% | 38.42% | 36.16% | 34.68% | 48.63% | 51.45% | 41.02% | 35.91% | 33.78% |

| 구분   | 전국  | 서울  | 부산  | 대구  | 인천  | 광주  | 대전  | 울산   | 세종   | 경기  | 강원  | 충북  | 충남  | 전북  | 전남  | 경북  | 경남  | 제주  |
| ------ | ----- | ----- | ----- | ----- | ----- | ----- | ----- | ------ | ------ | ----- | ----- | ----- | ----- | ----- | ----- | ----- | ----- | ----- |
| 제20대 | 77.1% | 77.9% | 75.3% | 78.7% | 74.8% | 81.5% | 76.7% | 78.1%  | 80.3%  | 76.7% | 75.3% | 74.8% | 73.8% | 80.6% | 81.1% | 78.0% | 76.4% | 72.6% |
| 제19대 | 77.2% | 78.6% | 76.7% | 77.4% | 75.5% | 82.0% | 77.5% | 79.2%  | 80.7%  | 77.1% | 74.3% | 74.8% | 72.4% | 79.0% | 78.8% | 76.1% | 77.8% | 72.3% |
| 제18대 | 75.8% | 75.1% | 76.2% | 79.7% | 74.0% | 80.4% | 76.5% | 78.4%  | 74.1%  | 75.0% | 73.8% | 75.0% | 72.9% | 77.0% | 76.5% | 78.2% | 77.0% | 73.3% |
| 제17대 | 63.0% | 62.9% | 62.1% | 66.8% | 60.3% | 64.3% | 61.9% | 64.6%  | 미실시 | 61.2% | 62.6% | 61.3% | 60.3% | 67.2% | 64.7% | 68.5% | 64.1% | 60.9% |
| 제16대 | 70.8% | 71.4% | 71.2% | 71.1% | 67.8% | 78.1% | 67.6% | 70.0%  | 미실시 | 69.6% | 68.4% | 68.0% | 66.0% | 74.6% | 76.4% | 71.6% | 72.4% | 68.6% |
| 제15대 | 80.7% | 80.5% | 78.9% | 78.9% | 80.0% | 89.9% | 78.6% | 81.1%  | 미실시 | 80.6% | 78.5% | 79.3% | 77.0% | 85.5% | 87.3% | 79.2% | 80.3% | 77.1% |
| 제14대 | 81.9% | 81.4% | 83.2% | 78.5% | 80.3% | 89.1% | 80.3% | 미실시 | 미실시 | 80.4% | 81.5% | 81.3% | 78.9% | 85.2% | 85.6% | 80.6% | 84.6% | 80.3% |

## 출구 조사
| 지역      | 예측 1위 | 예측 1위     | 예측 2위 | 예측 2위     | 예측 3위 | 예측 3위 |
| --------- | -------- | ------------ | -------- | ------------ | -------- | -------- |
| 전국      |          | 국민의힘     |          | 더불어민주당 |          | 정의당   |
| 전국      | 윤석열   | 윤석열       | 이재명   | 이재명       | 심상정   | 심상정   |
| 전국      | 48.4%    | 48.4%        | 47.8%    | 47.8%        | 2.5%     | 2.5%     |
| 서울      |          | 국민의힘     |          | 더불어민주당 |          | 정의당   |
| 서울      | 윤석열   | 윤석열       | 이재명   | 이재명       | 심상정   | 심상정   |
| 서울      | 50.9%    | 50.9%        | 45.4%    | 45.4%        | 2.6%     | 2.6%     |
| 부산      |          | 국민의힘     |          | 더불어민주당 |          | 정의당   |
| 부산      | 윤석열   | 윤석열       | 이재명   | 이재명       | 심상정   | 심상정   |
| 부산      | 57.8%    | 57.8%        | 38.5%    | 38.5%        | 2.3%     | 2.3%     |
| 대구      |          | 국민의힘     |          | 더불어민주당 |          | 정의당   |
| 대구      | 윤석열   | 윤석열       | 이재명   | 이재명       | 심상정   | 심상정   |
| 대구      | 72.7%    | 72.7%        | 24.0%    | 24.0%        | 1.6%     | 1.6%     |
| 인천      |          | 더불어민주당 |          | 국민의힘     |          | 정의당   |
| 인천      | 이재명   | 이재명       | 윤석열   | 윤석열       | 심상정   | 심상정   |
| 인천      | 49.6%    | 49.6%        | 45.6%    | 45.6%        | 3.5%     | 3.5%     |
| 광주      |          | 더불어민주당 |          | 국민의힘     |          | 정의당   |
| 광주      | 이재명   | 이재명       | 윤석열   | 윤석열       | 심상정   | 심상정   |
| 광주      | 83.3%    | 83.3%        | 13.7%    | 13.7%        | 1.8%     | 1.8%     |
| 대전      |          | 국민의힘     |          | 더불어민주당 |          | 정의당   |
| 대전      | 윤석열   | 윤석열       | 이재명   | 이재명       | 심상정   | 심상정   |
| 대전      | 48.2%    | 48.2%        | 47.3%    | 47.3%        | 2.9%     | 2.9%     |
| 울산      |          | 국민의힘     |          | 더불어민주당 |          | 정의당   |
| 울산      | 윤석열   | 윤석열       | 이재명   | 이재명       | 심상정   | 심상정   |
| 울산      | 56.5%    | 56.5%        | 39.1%    | 39.1%        | 2.5%     | 2.5%     |
| 경기      |          | 더불어민주당 |          | 국민의힘     |          | 정의당   |
| 경기      | 이재명   | 이재명       | 윤석열   | 윤석열       | 심상정   | 심상정   |
| 경기      | 50.8%    | 50.8%        | 45.9%    | 45.9%        | 2.5%     | 2.5%     |
| 강원      |          | 국민의힘     |          | 더불어민주당 |          | 정의당   |
| 강원      | 윤석열   | 윤석열       | 이재명   | 이재명       | 심상정   | 심상정   |
| 강원      | 54.3%    | 54.3%        | 41.2%    | 41.2%        | 2.8%     | 2.8%     |
| 충북      |          | 국민의힘     |          | 더불어민주당 |          | 정의당   |
| 충북      | 윤석열   | 윤석열       | 이재명   | 이재명       | 심상정   | 심상정   |
| 충북      | 50.3%    | 50.3%        | 45.0%    | 45.0%        | 2.8%     | 2.8%     |
| 충남·세종 |          | 국민의힘     |          | 더불어민주당 |          | 정의당   |
| 충남·세종 | 윤석열   | 윤석열       | 이재명   | 이재명       | 심상정   | 심상정   |
| 충남·세종 | 48.2%    | 48.2%        | 47.2%    | 47.2%        | 3.0%     | 3.0%     |
| 전북      |          | 더불어민주당 |          | 국민의힘     |          | 정의당   |
| 전북      | 이재명   | 이재명       | 윤석열   | 윤석열       | 심상정   | 심상정   |
| 전북      | 82.6%    | 82.6%        | 14.4%    | 14.4%        | 1.8%     | 1.8%     |
| 전남      |          | 더불어민주당 |          | 국민의힘     |          | 정의당   |
| 전남      | 이재명   | 이재명       | 윤석열   | 윤석열       | 심상정   | 심상정   |
| 전남      | 83.7%    | 83.7%        | 13.3%    | 13.3%        | 1.6%     | 1.6%     |
| 경북      |          | 국민의힘     |          | 더불어민주당 |          | 정의당   |
| 경북      | 윤석열   | 윤석열       | 이재명   | 이재명       | 심상정   | 심상정   |
| 경북      | 72.1%    | 72.1%        | 24.6%    | 24.6%        | 1.6%     | 1.6%     |
| 경남      |          | 국민의힘     |          | 더불어민주당 |          | 정의당   |
| 경남      | 윤석열   | 윤석열       | 이재명   | 이재명       | 심상정   | 심상정   |
| 경남      | 57.1%    | 57.1%        | 39.0%    | 39.0%        | 2.3%     | 2.3%     |
| 제주      |          | 더불어민주당 |          | 국민의힘     |          | 정의당   |
| 제주      | 이재명   | 이재명       | 윤석열   | 윤석열       | 심상정   | 심상정   |
| 제주      | 52.2%    | 52.2%        | 42.5%    | 42.5%        | 3.8%     | 3.8%     |

## 선거 결과
후보자별 득표율
|  | 48.56% |

|  | 47.83% |

|  | 2.37% |

|  | 0.83% |

|  | 0.11% |

|  | 0.07% |

|  | 0.05% |

|  | 0.05% |

|  | 0.03% |

|  | 0.02% |

|  | 0.02% |

|  | 0.01% |

### 지역별 결과
|  | 50.56% |

|  | 45.73% |

|  | 2.80% |

|  | 0.56% |

|  | 0.08% |

|  | 0.07% |

|  | 0.05% |

|  | 0.02% |

|  | 0.02% |

|  | 0.02% |

|  | 0.02% |

|  | 0.01% |

|  | 58.25% |

|  | 38.15% |

|  | 2.18% |

|  | 1.00% |

|  | 0.12% |

|  | 0.08% |

|  | 0.04% |

|  | 0.04% |

|  | 0.02% |

|  | 0.02% |

|  | 0.02% |

|  | 0.01% |

|  | 75.14% |

|  | 21.60% |

|  | 1.94% |

|  | 0.87% |

|  | 0.17% |

|  | 0.05% |

|  | 0.05% |

|  | 0.03% |

|  | 0.02% |

|  | 0.02% |

|  | 0.02% |

|  | 0.01% |

|  | 48.91% |

|  | 47.05% |

|  | 2.77% |

|  | 0.89% |

|  | 0.08% |

|  | 0.07% |

|  | 0.05% |

|  | 0.04% |

|  | 0.02% |

|  | 0.02% |

|  | 0.02% |

|  | 0.01% |

|  | 84.82% |

|  | 12.72% |

|  | 1.51% |

|  | 0.62% |

|  | 0.13% |

|  | 0.04% |

|  | 0.04% |

|  | 0.02% |

|  | 0.01% |

|  | 0.01% |

|  | 0.01% |

|  | 0.00% |

|  | 49.55% |

|  | 46.44% |

|  | 2.71% |

|  | 0.91% |

|  | 0.10% |

|  | 0.06% |

|  | 0.06% |

|  | 0.04% |

|  | 0.02% |

|  | 0.02% |

|  | 0.02% |

|  | 0.01% |

|  | 54.41% |

|  | 40.79% |

|  | 2.92% |

|  | 1.26% |

|  | 0.29% |

|  | 0.09% |

|  | 0.05% |

|  | 0.04% |

|  | 0.04% |

|  | 0.03% |

|  | 0.02% |

|  | 0.01% |

|  | 51.91% |

|  | 44.14% |

|  | 2.94% |

|  | 0.69% |

|  | 0.07% |

|  | 0.05% |

|  | 0.04% |

|  | 0.03% |

|  | 0.02% |

|  | 0.02% |

|  | 0.02% |

|  | 0.01% |

|  | 50.94% |

|  | 45.62% |

|  | 2.36% |

|  | 0.72% |

|  | 0.10% |

|  | 0.06% |

|  | 0.04% |

|  | 0.03% |

|  | 0.02% |

|  | 0.02% |

|  | 0.02% |

|  | 0.01% |

|  | 54.18% |

|  | 41.72% |

|  | 2.48% |

|  | 1.16% |

|  | 0.12% |

|  | 0.08% |

|  | 0.05% |

|  | 0.05% |

|  | 0.05% |

|  | 0.03% |

|  | 0.02% |

|  | 0.01% |

|  | 50.67% |

|  | 45.12% |

|  | 2.62% |

|  | 1.10% |

|  | 0.10% |

|  | 0.07% |

|  | 0.06% |

|  | 0.06% |

|  | 0.06% |

|  | 0.03% |

|  | 0.02% |

|  | 0.02% |

|  | 51.08% |

|  | 44.96% |

|  | 2.42% |

|  | 1.07% |

|  | 0.12% |

|  | 0.06% |

|  | 0.06% |

|  | 0.06% |

|  | 0.05% |

|  | 0.03% |

|  | 0.02% |

|  | 0.01% |

|  | 82.98% |

|  | 14.42% |

|  | 1.58% |

|  | 0.65% |

|  | 0.11% |

|  | 0.07% |

|  | 0.04% |

|  | 0.03% |

|  | 0.03% |

|  | 0.02% |

|  | 0.01% |

|  | 0.01% |

|  | 86.10% |

|  | 11.44% |

|  | 1.28% |

|  | 0.65% |

|  | 0.17% |

|  | 0.15% |

|  | 0.05% |

|  | 0.03% |

|  | 0.03% |

|  | 0.02% |

|  | 0.02% |

|  | 0.01% |

|  | 72.76% |

|  | 23.80% |

|  | 1.88% |

|  | 1.02% |

|  | 0.13% |

|  | 0.10% |

|  | 0.09% |

|  | 0.05% |

|  | 0.05% |

|  | 0.03% |

|  | 0.03% |

|  | 0.02% |

|  | 58.24% |

|  | 37.38% |

|  | 2.47% |

|  | 1.34% |

|  | 0.18% |

|  | 0.09% |

|  | 0.06% |

|  | 0.06% |

|  | 0.05% |

|  | 0.03% |

|  | 0.02% |

|  | 0.01% |

|  | 52.59% |

|  | 42.69% |

|  | 3.35% |

|  | 0.87% |

|  | 0.14% |

|  | 0.07% |

|  | 0.06% |

|  | 0.06% |

|  | 0.05% |

|  | 0.03% |

|  | 0.02% |

|  | 0.01% |

## 반응
- 미국 - 조 바이든 대통령은 윤석열 당선인의 당선을 진심으로 축하하며 조만간 보고 싶다고 말했고 한미 동맹의 강화를 강조하였다.
- 중화인민공화국 - 시진핑 국가주석은 "한·중은 이웃이자 중요한 협력 파트너”라며 “수교 이후 한중 관계는 빠르게 발전해왔고 양국 국민에게 실질적인 이익을 가져왔다. 지역과 세계 평화, 안정, 발전, 번영에 적극적으로 공헌했다"라고 말했다. 그러면서 "올해는 수교 30주년으로 양국 관계에 중요한 의미가 있다"라며 "중국은 한국 측과 함께 수교 초심을 굳게 지키고 우호 협력을 심화하며 한·중 전략적 협력 동반자 관계의 안정적이고 장기적인 발전을 촉진해 양국과 국민에게 행복을 주길 원한다"고 말했다.[17]
- 일본 - 기시다 후미오 내각총리대신은 "한일은 서로 중요한 이웃 나라로 국제사회가 큰 변화에 직면한 가운데 건전한 한일관계는 규칙에 기초한 국제질서를 지키고 지역과 세계의 평화와 안정을 확보하는데 불가결하며 나아가 한미일 3국의 협력이 중요하다"라고 말하며 "윤 당선인에게 당선 축하를 표하고 윤 당선인의 리더십에 기대하며 한일관계 개선을 위해 함께 협력하고 싶다"라며 윤석열 당선인에게 축하인사를 드러냈다.[18]
- 러시아 - 블라디미르 푸틴 대통령은 윤 당선인을 향해 "대통령에 당선된 것을 진심으로 축하한다"라며 "국가 원수로서의 당신의 활동이 한반도와 동남아시아 안보의 안정을 강화하고 양국 국민의 이익을 위해 양국 관계를 증진하는데 기여할 것을 기대한다"라고 덧붙였다.[19]
- 청와대 - 문재인 대통령은 윤석열 당선인과 축하 전화하였고 대변인 박경미는 브리핑 중 낙선한 후보와 그 지지자께 위로의 말씀을 드린다는 대본을 발표하던 중 눈물을 흘려 지탄을 받았다.

## 같이 보기
- 2022년 대한민국 재보궐선거
- 중앙선거관리위원회
- 제8회 전국동시지방선거
- 러시아의 우크라이나 침공
- 윤석열 정부